# Адвокат Пјер Патлен (представа)
Адвокат Пјер Патлен је позоришна представа коју је режирао Марко Стојановић на основу драмског дела које је написао непознати аутор из XV века.
Представа је реализована у продукцији позоришта ДАДОВ, као 129. премијера омладинског позоришта.
Премијерно приказивање било је позоришне сезоне 1990/1991.
Композиције за представу је радио Владимир Рацковић.

## Улоге
| Лица           | Глумци                                         |
| -------------- | ---------------------------------------------- |
| Адвокат Патлен | Зоран Маравић                                  |
| Вилхемина      | Јелена Јоксимовић                              |
| Трговац        | Радивоје Кнежевић                              |
| Пастир         | Димитрије Стојановић                           |
| Судија         | Александар Симић                               |
| Овце           | Теодора Каран Владимир Маринковић Бета Поповић |